# Lehmgraben (Pegnitz)
Der Lehmgraben ist ein knapp zwei Kilometer langer und rechter Zufluss eines Auengrabens neben der Pegnitz in der Stadtteilgemarkung Altensittenbach von Hersbruck im bayerischen Landkreis Nürnberger Land.

## Name
Zumindest der Oberlauf des Baches wurde früher Endresgraben genannt.

## Verlauf
Der Lehmgraben entspringt etwa 1,5 km nordwestlich der Ortsmitte von Altensittenbach am Südosthang des Großen Hansgörgls, eines Berges, auf dem die Kommunalgebiete von Kirchensittenbach im Norden, Hersbruck im Osten und Reichenschwand im Westen zusammenstoßen. Die Quelle liegt am unteren, südwestlichen Ende einer Waldlichtung auf dem flacheren Hangteil des Oberen Rangenbergs, die sich von den wenigen Häusern des Ortes Eichach herab erstreckt.
Der auf etwa 389 m ü. NHN entstehende Bach tritt schon einen Steinwurf nach seinem Ursprung in den Hangwald ein, den er südostwärts durchläuft. Nach etwa 400 Metern laufen ihm kurz vor dem unteren Waldrand von Norden und Nordosten her zwei nur halb so lange, wie er selbst bis dorthin ebenfalls unbeständig wasserführende Quellbäche zu, die auch tiefer am Hang entstehen.
Nach dem Austritt in die offene Flur wird er von einer Gehölzgalerie begleitet, anfangs auf Südwestkurs zwischen Wiesen, bald und länger auf südlichem zwischen Äckern an beiden Ufern und begleitet von einem Wirtschaftsweg.
Nur etwa hundert Meter vom Siedlungsrand von Altensittenbach im Osten entfernt unterquert er die Bahnlinie Cheb–Nürnberg und erreicht gleich danach die ihr parallele, nach Reichenschwand führende B 14 dicht an deren Kreisel, an dem der Ortszubringer von Altensittenbach (LAU 30) von ihr abzweigt. Der Nordseite der Bundesstraße entlang fließt er dann etwa einen Viertelkilometer lang in einem Seitengraben, bis von der Gegenrichtung her ein kurzes Straßengrabenstück einmündet und er dort unter ihr durchgeführt wird.
Nach weniger als 200 Metern über die breite rechte Wiesenaue der Pegnitz fließt er auf etwa 330 m ü. NHN von rechts in einen flussparallelen, westwärts laufenden Auengraben ein, der weiter abwärts einen weiteren namenlosen Hanggraben sowie noch näher bei Reichenschwand den Riedgraben aufnimmt, die beide ebenfalls am Oberen Rangenberg entspringen, und der dann bei Reichenschwand in die Pegnitz einfließt.
Der Lehmgraben mündet nach 1,7 km langem Lauf mit mittlerem Sohlgefälle von etwa 35 ‰ rund 59 Höhenmeter unterhalb seines Ursprungs in der Lichtung auf dem Oberen Rangenberg.